# Sweden Rock Festival
Sweden Rock Festival es un festival anual de rock llevado a cabo en Norje, Suecia, desde el 6 de junio de 1992.

## Historia
Pese a enfocarse especialmente en bandas de heavy metal y hard rock, el festival ha mostrado versatilidad de géneros en los últimos años, incluyendo bandas de rock sureño como Molly Hatchet y Lynyrd Skynyrd o de death metal como Obituary.
La primera versión del festival en 1992 fue llevada a cabo en Olofström, con solo nueve bandas. Los siguientes cinco años, el festival se trasladó a Karlshamn, pero la locación fue cambiada en 1998. Desde entonces se realiza en la ciudad de Norje, en las afueras de Sölvesborg.
En la edición de 1992, el festival presentó nueve bandas prácticamente desconocidas, y solo duró un día. El siguiente año tuvo una duración de dos días y se expandió el cartel de agrupaciones. En 1993 se optó por invitar bandas con mayor reconocimiento internacional, lo que perdura hasta nuestros días, convirtiéndose en uno de los festivales europeos de rock más tradicionales junto a Wacken Open Air en Alemania y Hellfest en Francia.

## Apariciones notables en el festival
El festival ha recibido a bandas y artistas de gran renombre internacional, entre ellas Aerosmith, Judas Priest, Mötley Crüe, Dio, Bruce Dickinson, Ozzy Osbourne, Europe, Yngwie Malmsteen, Twisted Sister, Whitesnake, Uriah Heep, Talisman, Deep Purple, Accept, Blaze Bayley, Motörhead, Saxon, Nazareth, Poison, Status Quo, Lynyrd Skynyrd, Scorpions, Marillion, Porcupine Tree, Kamelot, Def Leppard, Alice Cooper, Testament, W.A.S.P., Blue Öyster Cult, ZZ Top, Thin Lizzy, Guns N' Roses, UFO, Joan Jett y The Cult.
El festival también ha servido para marcar el retorno a la escena de algunas bandas como Triumph y Riot.
En el 2013 Rush y Kiss, junto a Europe encabezaron el festival.

## Alineación del festival en 2015
| - Abramis Brama - Ace Frehley - Airbourne - All That Remains - Alestorm - The Angels - Avatar - Backyard Babies - Battle Beast - Blackberry Smoke - Behemoth - Bloodbath - Browsing Collection - Tony Carey - Children of Bodom - D-A-D - Dan Hylander & Orkester - Dare - The Darkness - Dark Tranquillity - Deception - Def Leppard - Delain - Dokken - Egonaut - Electric Mary - Jon English - Eluveitie - Evergrey | - Exciter - Exodus - Extreme - Fish - Five Finger Death Punch - Frantic Amber - Gloryhammer - Ghost - Gojira - Grave Pleasures - HammerFall - Hardcore Superstar - Hatebreed - HAZY/DIZZY - H.E.A.T - Hell - Jerusalem - Judas Priest - Kaipa Da Capo - Kee Man Hawk - Lillasyster - Lucifer's Friend - Mad Max - Maida Vale - Manfred Mann's Earth Band - Marduk - Meshuggah - Michael Monroe - Molly Hatchet | - Morbus Chron - M.O.B. - Mother's Finest - Mötley Crüe - Mustasch - My Dying Bride (cancelado) - Nuclear Assault - Opeth - The Order of Israfel - Pat Travers - Portrait - The Quireboys - Rage - Rock Goddess - Royal Ruckus - Riot V - Safemode - Samael - Scott H. Biram - Seventribe - The Sirens - Slash con Myles Kennedy & The Conspirators - Steve Grimmett - Steve 'N' Seagulls - Torsson - Toto - Wasted Shells - Wolf - Yardstones |